# خوان زوريتا
خوان زوريتا (بالإسبانية: Juan Zurita)‏ مواليد 12 مايو 1917 في ولاية فيراكروز - الوفاة 24 مارس 2000 في ولاية مكسيكو، المكسيك، كان ملاكم محترف مكسيكي صنّف ضمن فئة الوزن الخفيف.

## إحصائيات
خاض خلال مسيرته 156 نزالا، فاز في 131 وتعادل في 1 وخسر في 24. فاز بالضربة القاضية في 43 نزالا.

## روابط خارجية
- خوان زوريتا على موقع بوكس ريك (الإنجليزية) (registration required)